# Horacio Finamore
Horacio Finamore, parfois appelé Renato Finamore ou, en France, Horace Finamore, né à Buenos Aires en 1905 et mort à une date inconnue, est un footballeur argentin et/ou uruguayen.

## Biographie
Joueur du Club Atlético Peñarol en 1922 et 1923, Finamore rejoint le Club Nacional de Football de Montevideo en 1924. Il joue alors généralement attaquant, côté gauche. Il dispute 57 matchs toutes compétitions confondues et marque 22 buts. Il remporte avec son club le championnat d'Uruguay 1924.
Après la tournée du Nacional en Amérique du Nord en 1927, il rejoint son ainé Orestes Díaz en France, au Red Star, l'un des principaux clubs du pays.
Il joue pour le club parisien jusqu'en 1935, le plus souvent comme demi centre. Lors de la première édition du championnat de France professionnel en 1932-1933, il est un titulaire régulier et avec 13 réalisations est le meilleur buteur du club parisien lors de cette première saison professionnelle.
En 1935, Finamore signe au CA Paris, où il termine sa carrière professionnelle en 1938, comme entraineur-joueur. Pendant sa carrière il est sélectionné à huit reprises en sélection de Paris. 
En 1939, une fois retiré, il achète avec son ancien coéquipier Pierre Bertrand et son épouse française un hôtel au Val-d'Isère. Ils sont toujours en activité à la fin des années 1940 et créent même un club de football dans le village,. En 1968, toujours au Val-d'Isère, il est cité comme le propriétaire d'un restaurant nommé El Cortijo.